# ポーランド系アメリカ人
ポーランド系アメリカ人（英語:Polish American、ポーランド語:Polski Amerykanin）は、ポーランドに出自を持つアメリカ合衆国国民を指す総称。20世紀初頭までに100万人以上のポーランド人が移住したが、アメリカ移民帰化局が民族よりも国籍で移民の登録をしていたこともあり、ポーランド分割によりポーランド自体が消滅していたためその正確な数は不明である。そのためポーランド系ロシア人、ポーランド系ドイツ人（オーストリア在住者も含む）といった区分が生じることとなった。
彼らの宗教はローマ・カトリック、ユダヤ教正統派、ユダヤ教改革派が大半を埋める。
1990年の国勢調査では、940万人がポーランド系であると回答している。2000年の国勢調査によれば5歳以上のアメリカ人のうちの 667,414人が家庭でポーランド語を話すとの回答がある。それは英語以外を主に話す人口の1.4%であり、アメリカ人口の0.25%であった。

## ポーランドからの移民の波
最初の移民は開拓時代に技術者としてジェームズタウンに到達する。18世紀にはカジミエシュ・プワスキ、タデウシュ・コシチュシュコらポーランドの愛国者たちがアメリカ独立戦争に参加した。

## 州別にみたポーランド系アメリカ人の数
- 01 ニューヨーク州 (986,141)
- 02 イリノイ州 (932,996)
- 03 ミシガン州 (854,844)
- 04 ペンシルベニア州 (824,146)
- 05 ニュージャージー州 (576,473)
- 06 ウィスコンシン州 (497,726)
- 07 カリフォルニア州 (491,325)
- 08 オハイオ州 (433,016)
- 09 フロリダ州 (429,691)
- 10 マサチューセッツ州 (323,210)

ポーランド系コミュニティのある都市としてはニューヨーク州バッファロー・ユーティカ・リヴァーヘッド・スケネクタディ、ミシガン州デトロイト・ハムトラミック・ブロンソン、イリノイ州シカゴ、オハイオ州クリーブランド・トレドなどがある。とくにシカゴでは200万を超える人々がポーランド系住民で占める、世界最大のポローニアである。ポーランドでは「ポーランド最大の都市はワルシャワで、次がシカゴ。」という冗談で表現されている（しかしワルシャワの人口は160万人であり、シカゴのポーランド系人口より少ない）。

## 著名なポーランド系アメリカ人
- ジョージ・アダムスキー - コンタクティー
- オレイ・アンダーソン - プロレスラー
- エド・ウィスコスキー - プロレスラー
- フランク・ウィルチェック - 物理学者、ノーベル物理学賞を受賞（2004年）
- スティーブ・オルソノスキー - プロレスラー
- セオドア・カジンスキー - 犯罪者、別名「ユナボマー」
- ジョン・ゲイシー - シリアルキラー、父親はポーランド系
- サミュエル・ゴールドウィン - 映画プロデューサー、ポーランド生まれ
- ジャージ・コジンスキー - 小説家
- キース・ザラバッカ - 俳優、声優
- バーニー・サンダース - 政治家、民主党大統領候補（2016年）
- リッチー・サンボラ - ロックバンド「ボン・ジョヴィ」のリード・ギタリスト
- ジェーン・シーモア - 女優、父親はドイツ・ポーランド系
- フレデリック・ジェフスキー - 作曲家・ピアニスト
- アンドリュー・ウィクター・シャリー - 内分泌学者、ポーランド生まれ
- アイザック・バシェヴィス・シンガー - 作家、ポーランド生まれ
- テリー・スゾピンスキー - プロレスラー
- エリック・スマンダ - 俳優
- カール・セーガン - 天文学者・作家
- ピーター・セテラ - ミュージシャン、ロックバンド「シカゴ」の元リード・ヴォーカル兼ベーシスト、代表曲『長い夜』、『素直になれなくて』、『ステイ・ウィズ・ミー』
- ロジャー・ゼラズニイ - 作家
- クロエ・セヴィニー - 女優、母親はポーランド系
- リーリー・ソビエスキー - 女優、第二次ウィーン包囲でオスマン・トルコを破ってヨーロッパを救ったポーランド王ヤン3世の子孫
- ダグマーラ・ドミンスク - 女優、ポーランド生まれ
- アラン・トランメル - デトロイト・タイガースの元野球選手
- アラン・J・パクラ - 映画監督
- ジョアンナ・パクラ - 女優
- ローレン・バコール - 女優、父親はポーランド系
- サラ・パレツキー - 女流作家、シカゴを舞台に女性私立探偵 V・I・ウォーショースキー の活躍を描く推理小説シリーズの著者
- グレッグ・バレンタイン - プロレスラー
- ジョニー・バレンタイン - プロレスラー
- チャールズ・ブコウスキー - 作家、父親はドイツ・ポーランド系
- イワン・プトスキー - プロレスラー
- クリフ・ブレジンスキー - ゲーム・デザイナー、『Gears of War』や『Unreal』などのゲームソフトに係わる
- ズビグネフ・ブレジンスキー - ジミー・カーター政権時の国家安全保障問題担当大統領補佐官
- エイドリアン・ブロディ - 俳優父親はポーランド系、ロマン・ポランスキーの映画『戦場のピアニスト』に主演
- マリア・ベロ - 女優
- ハルク・ホーガン - プロレスラー
- イゴール・ボディック - プロレスラー
- エドマンド・マスキー - 元アメリカ国務長官、日本ではマスキー法で知られる
- レイ・マンザレク - ドアーズのメンバー、主にキーボード担当、『ハートに火をつけて』のオルガン演奏
- マリリン・マンソン - 同名のロックバンドのリードヴォーカル
- ブノワ・マンデルブロ - 数学者、フラクタル幾何学の創始者
- チェスワフ・ミウォシュ - 詩人・作家
- カール・ヤストレムスキー - 元野球選手、ボストン・レッドソックスに在籍、メジャーリーグ最後の打撃三冠王
- スカーレット・ヨハンソン - 女優、母親はポーランド系
- ジャネット・リン - フィギュアスケート選手
- ヒューイ・ルイス - ロックバンド「ヒューイ・ルイス&ザ・ニュース」のリーダーでリードヴォーカル、映画『バック・トゥー・ザ・フューチャー』の主題歌『パワー・オブ・ラブ』
- タマラ・ド・レンピッカ - 画家
- ハリー・ワーナー - ワーナー・ブラザースの創立者
- ビリー・ワイルダー - 映画監督、ポーランド生まれ
- マイケル・ヴァルタン - 俳優、母親はポーランド人
- A.J.ピアジンスキー - 野球選手
- ジョエル・プリジビラ - バスケットボール選手
- エリック・パイカウスキー - バスケットボール選手
- ブラッド・ピット - 俳優
- リービ英雄 - 日本文学者
- クラッシャー・リソワスキー - プロレスラー
- ダニエル・リベスキンド - 建築家、移民1世、ニューヨークのワン・ワールド・トレードセンター（旧称フリーダム・タワー）の設計者。